# Канджон (ван Корьо)
Канджон (кор. 강종, 康宗, Gangjong, Kangjong); ім'я при народженні Ван О (кор. 왕오, 王祦, Wang O, Wang O; 10 травня 1152 — 26 серпня 1213) — корейський правитель, двадцять другий володар Корьо.
Був старшим сином вана Мьонджона. Був посаджений на трон Чхве Чхунхоном 1211 року після повалення та заслання вана Хийджон, який намагався вбити Чхве Чхунхона, реального правителя держави.
Помер за два роки після сходження на престол. Трон після смерті Канджона успадкував його старший син Коджон.